# Krzywiń
Krzywiń (prononciation : [ˈkʂɨvʲiɲ], en allemand : Kriewen) est une ville de la Voïvodie de Grande-Pologne et du powiat de Kościan.
Elle est située à environ 18 kilomètres au sud-est de Kościan, siège du powiat, et à 49 kilomètres au sud de Poznań, capitale de la voïvodie de Grande-Pologne.
Elle est le siège administratif de la gmina de Krzywiń.
Elle s'étend sur 2,27 km2.

## Géographie

Plan de la ville.

La ville de Krzywiń est située au centre de la voïvodie de Grande-Pologne, au milieu de grandes plaines agricoles. Le canal de l'Obra passe par la ville. Celle-ci est située dans la région géographique des lacs de Leszno (Pojezierze Leszczyńskie). Le parc naturel du général Chłapowski s'étend sur 17 200 hectares au nord de la ville.

## Histoire
Krzywiń a obtenu ses droits de ville en 1257.
De 1815 à 1919, Kriewen fait partie de l'arrondissement de Kosten dans le district de Posen de la province de Posnanie.
De 1975 à 1998, la ville faisait partie du territoire de la voïvodie de Leszno. Depuis 1999, la ville fait partie du territoire de la voïvodie de Grande-Pologne.

## Monuments
- l'église gothique saint Nicolas, construite aux XVe et XVIe siècles ;
- l'église évangélique, construite au XIXe et XXe siècles ;
- deux moulins du XVIIe et XIXe siècles.

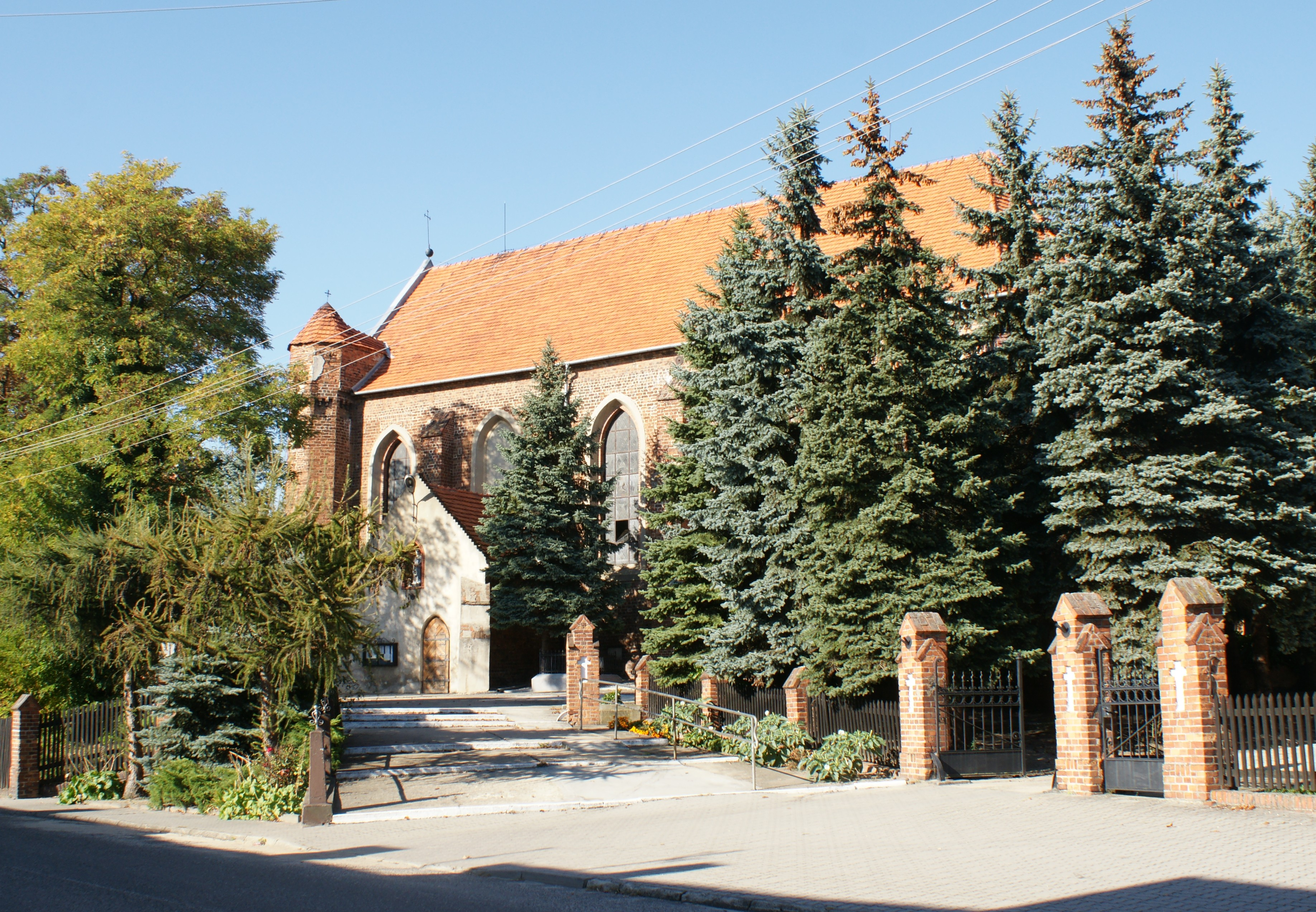
L'église saint Nicolas.
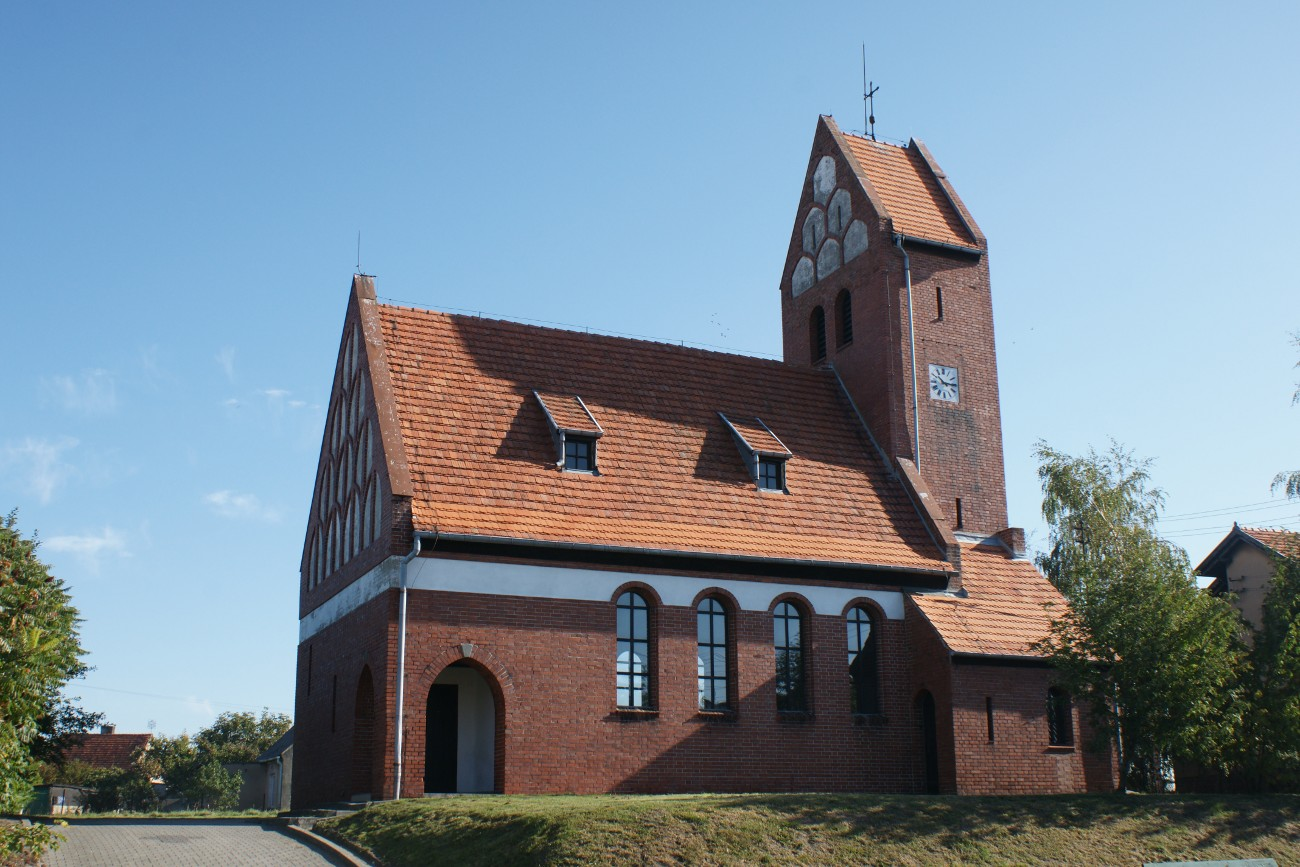
L'église évangélique.
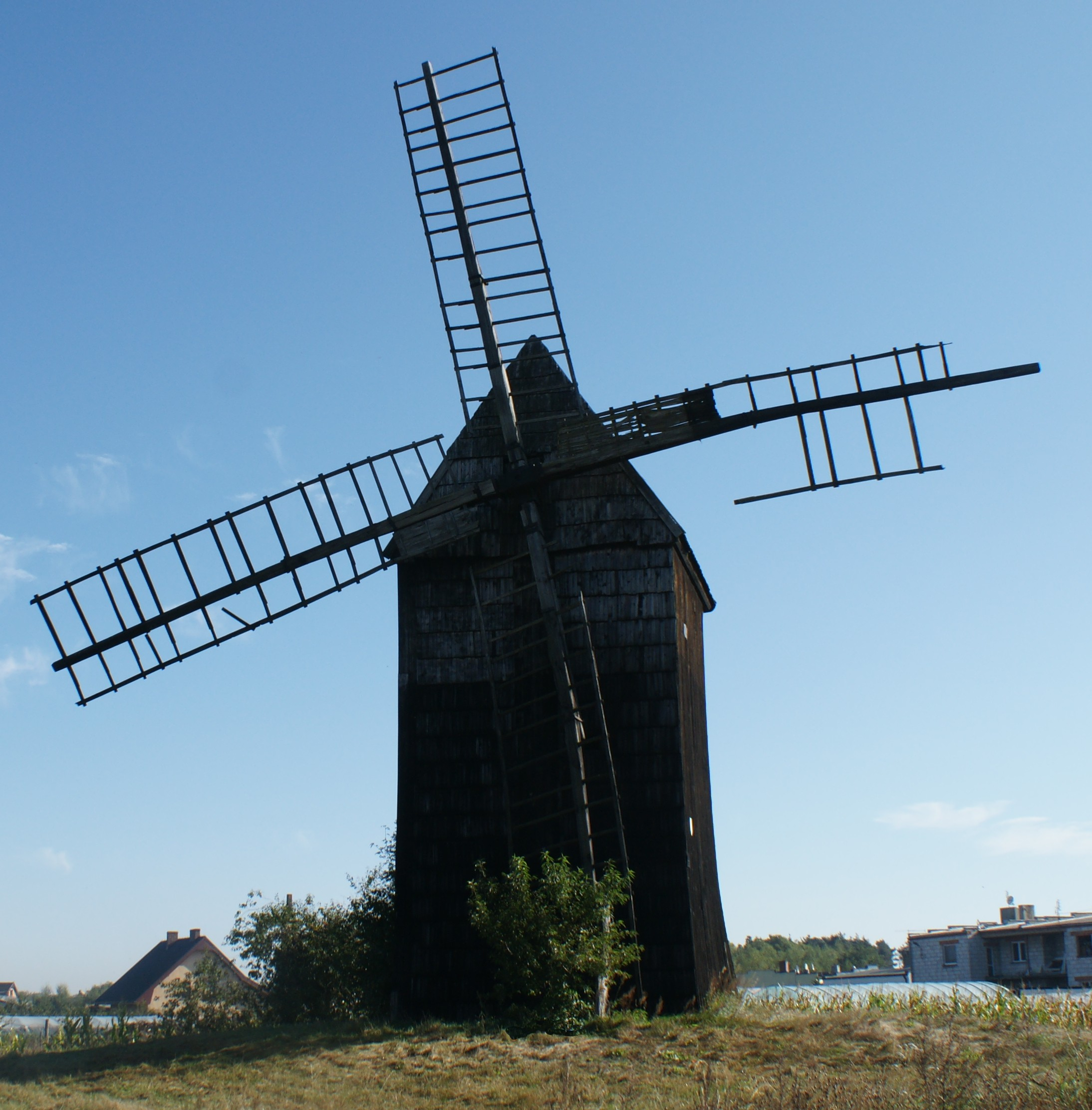
Le moulin.

## Voies de communication
La route voïvodale 432 (pl) (qui relie Września à Leszno) passe par la ville.

## Personnalités liées à la commune
- Stanisław Kochowicz, militant pour l'indépendance de la Pologne, y est né en 1873.